# چوآدانگه-۲
چوآدانگه-۲ (به لاتین: Chuadanga-2) یک منطقهٔ مسکونی در بنگلادش است که در ناحیه چوادنگه واقع شده‌است.